# Coptodactyla onitoides
Coptodactyla onitoides är en skalbaggsart som beskrevs av Gillet 1925. Coptodactyla onitoides ingår i släktet Coptodactyla och familjen bladhorningar. Inga underarter finns listade i Catalogue of Life.